# Ferris
Ferris (Ферріс) — з 1920 року американський виробник автомобілів. Штаб-квартира розташована в місті Клівленд, штат Огайо. У 1923 році компанія припинила виробництво автомобілів.

## Заснування компанії
Про фірму Ohio Motor Vehicle Company відомо тільки те, що до 1919 року вона називалася Ohio Trailer Company, і до цього часу займалася виробництвом возів та причепів. Проте, із закінченням війни попит на вози скоротився, і припинення державних закупівель поставило хрест на бізнесі. Клівлендська компанія вирішила піти по найпростішому і поширеному шляху - закуповувати всі вузли у спеціалізованих компаній, а самим виготовляти те, що вміли робити самостійно, - рами та кузови. Двигуни стали закуповувати у досить відомої Continental Motors Company (ця компанія з 1905 року випускала двигуни, і тільки в 1930-ті роки сама вирішила випускати автомобілі), це були п'ятилітрові рядні шістки серії 9N, потужністю 70 к.с.. Систему запалювання поставляла компанія Splitdorf, освітлення - Leece-Neville, карбюратор і паливну систему - Zenith, триступеневу коробку передач і систему зчеплення закуповували у Borg & Beck, а задній міст - у фірми Columbia, яка також перебувала в Огайо. Перші автомобілі з'явилися в 1920 році під маркою Ferris - так прославили скарбника фірми - Вільяма Ферріса.

## Початок виробництва автомобілів
Модель C20 пропонувалася в трьох варіантах кузовів: родстер, турінг і седан. Перші дві пропонувалися за ціну у розмірі 3350 доларів, остання - за 4875 доларів, при тому, що туди вміщалося всього чотири пасажири. Для прикладу, той же легендарний Ford Model T коштував вже близько 300 доларів. З моменту початку виробництва ця модель Ford подешевшала майже втричі, а якщо враховувати приблизний курс і ціну грошей, то всього за 11 років машина подешевшала не втричі, а в сім разів. Якщо перші машини ще до спорудження конвеєра в сучасному еквіваленті коштували близько 21000 сучасних доларів, то на початку 1920-х років вона подешевшала до 3200 доларів наших днів.
Найдорожчим варіантом автомобіля був седан.
Кузови машин Ferris виготовлялися з алюмінію і відрізнялися ретельним припасуванням панелей, обробці теж приділяли багато уваги і педантичності. Доповнювали зовнішній вигляд новомодні штамповані диски фірми Disteel, які пізніше з'явилися на автомобілях марки Duesenberg. Не дивлячись на те, що штампування технологічно було простіше виконати, ніж колеса з дерев'яними спицями, металеві вважалися більш престижними і наділом дорогих машин. Продукцію марки Ferris просували як машину для харизматичної людини, яка не захоче жити на вулиці, де стояли б однакові будинки. Навіть для рекламного матеріалу машини приганяли до найдорожчого клубу міста Клівленд - Union Club, і фотографували біля нього. Однак, таких багатих і вишуканих панів на перший рік виробництва знайшлося всього 123 чоловіка, в наступному році знайшлося на 81 клієнта більше. Однак, на середину 1921 року припадає пік післявоєнної рецесії в США, фірма поступово грузне в боргах. Не дивлячись на це, готується дві серії нових моделей для модельного ряду 1922 року. Це були Series 60 і Series 70, вони мали колишні шасі з базою в 3.3 м, перший навіть мав той же 5-літровий мотор, але нові типи кузовів, яких пропонувалося аж шість варіантів. Другий отримав 3.85 л двигун, дарма що він був меншого об'єму, він був навіть потужнішим. Тому, попри все, машина з меншим мотором виявилася дорожчою на 115 доларів, і достига ціни 4100 доларів.

## Припинення виробництва автомобілів. Закриття компанії
У 1922 році ситуація компанії стала ще більш гнітючою, і вона перейшла під керівництво банкротного керуючого, який виявився поступливішим і дозволив фірмі продавати та реалізовувати свої машини, поки не закінчаться раніше куплені компоненти. В результаті складання продовжилося до початку 1923 року, а загальна кількість машин за цей час досягла близько 440 примірників, тобто нових моделей було зібрано близько 103 одиниць. Судячи з усього, до наших днів не дожив жоден з вироблених примірників цих престижних автомобілів. Доказом про існування такої марки поки існує тільки відірвана колись і кимось невигадлива емблема з радіатора автомобіля марки Ferris.

## Список автомобілів Ferris
- 1920 - Ferris C20
- 1922 - Ferris C21 Series 60
  - Ferris C21 Series 70